# Boerenkoolspruitjes

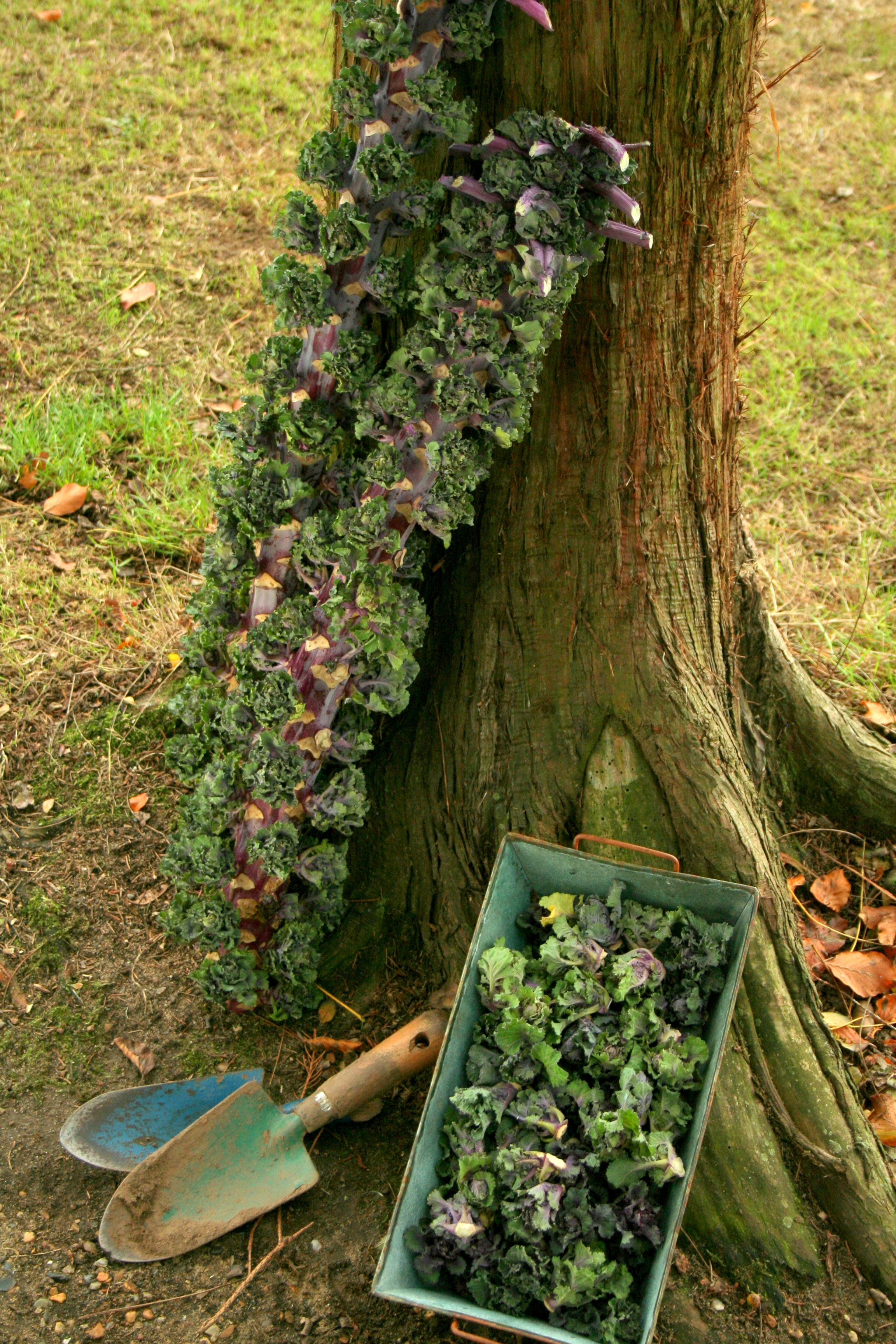
Boerenkoolspruitjes

Boerenkoolspruitjes of bloemspruitjes, soms miniboerenkooltjes of naar het Engels Brusselkale, kalettes of flower sprouts, is een hybride groente. De plant waaraan ze groeien is een kruising tussen spruitkool en boerenkool. Hij is voorzien van een groot aantal spruitvormige okselscheuten met rafelige blaadjes en paarse strepen. Ieder spruitje ziet eruit als een klein struikje boerenkool.
De kruising is ontwikkeld in het Verenigd Koninkrijk en geïntroduceerd in 2010.

## Teelt
De plant waaraan de boerenkoolspruitjes groeien is een kruising van boerenkool en spruitkool en behoort tot dezelfde soort als genoemde rassen, kool (Brassica oleracea).
De soort groeit alleen bij lage temperaturen, in Nederland en Vlaanderen van november tot maart, wat het tot een  wintergroente maakt.
Het is een donkergroene tot paarse kool, die op net als gewone spruiten op stengels groeit. De knoppen zijn groter dan spruitjes en hebben gekrulde bladeren, die paars zijn dooraderd.  
Het ras is door een Britse kweker met behulp van traditionele kweektechnieken aan het eind van de 20e eeuw ontwikkeld en in 2010 op de markt gebracht als nieuwe groente.

Inmiddels wordt het ook in andere landen geteeld zoals in België en Nederland. Tot midden december is in Nederland in de biologische winkel het biologisch gekweekte ras 'Autumn Star' te vinden en rond de Kerst 'Christmas Rose'.

## Voedsel
De groente smaakt zoeter en minder sterk dan spruitjes en mist de taaie structuur van boerenkool. Net als de meeste koolsoorten geldt de groente als gezond. De boerenkoolspruitjes laten zich op verschillende manieren bereiden, rauw in salade, roerbakken, roosteren, koken en stomen, en worden gegeten met bijvoorbeeld pasta en aardappelen. De telers beschouwen de groente als een mogelijkheid voor akkerbouwers om het landbouwplan te verruimen en voor consumenten om eenvoudiger kool te bereiden. In Nederland is de groente in sommige supermarkten te koop